# Indonesisk punggrävling
Indonesisk punggrävling (Rhynchomeles prattorum) är ett däggdjur i familjen punggrävlingar och den enda arten i sitt släkte. Den är endemisk på ön Seram som tillhör Moluckerna. Fossila rester av släktet hittades dessutom på ön Halmahera.

## Beskrivning
Pälsen har en mörkbrun grundfärg, på bröstet och vid de främre extremiteterna är pälsen ibland vitaktig. Den svarta svansen saknar i stort sett hår. Arten har en långdragen nos och små ovala öron. Den påminner i utseende om taggpunggrävlingar men har inga styva hår (taggar). De båda släktena skiljer sig även i detaljer av skallens och tändernas konstruktion. Indonesisk punggrävling når en kroppslängd (huvud och bål) mellan 25 och 33 centimeter och därtill kommer en 11 till 13 centimeter lång svans.
Arten är bara känd från sju individer som hittades 1920 under en expedition av Felix Pratt och hans söner. Individerna upptäcktes i den täta regnskogen 1 800 meter över havet. Annars är ingenting känt om artens levnadssätt.
Efter 1920 hittades inga fler individer och därför antar vissa zoologer att arten är utdöd. En expedition som 1991 letade efter dessa punggrävlingar återvände utan resultat. Andra forskare som talade med den inhemska befolkningen fick uppgiften att arten finns kvar. IUCN listar indonesisk punggrävling därför som starkt hotad (endangered).